# Czarny Potok (Petite-Pologne)
Pour les articles homonymes, voir Czarny Potok.
Czarny Potok est une localité polonaise de la gmina de Łącko, située dans le powiat de Nowy Sącz en voïvodie de Petite-Pologne.